# Bernhard Rakers
Bernhard Rakers (* 6. März 1905 in Sögel; † 10. August 1980 in Barmstedt) war ein deutscher SS-Hauptscharführer, tätig in mehreren deutschen Konzentrationslagern, darunter als Kommando- und Rapportführer in Auschwitz (Stammlager und Buna/Monowitz) von Oktober 1942 bis Dezember 1944. Er war der erste Auschwitz-Täter, der vor einem westdeutschen Schwurgericht wegen seiner Taten zur Rechenschaft gezogen wurde.

## Leben
Bernhard Rakers Vater war Gastwirt und Bahnspediteur, seine Mutter Hausfrau. Nach dem Besuch von Volks- und Realschule in Sögel machte er eine Bäckerlehre. 1930 schloss er die Meisterprüfung ab, musste seinen Beruf jedoch schon 1933 aus Krankheitsgründen aufgeben und wurde arbeitslos. März 1933 trat er in die SA und zum 1. Mai desselben Jahres in die NSDAP ein (Mitgliedsnummer 1.850.906). Im Februar 1934 bewarb er sich dann als Wachmann für die Emslandlager, musste seine Ausbildung zum KZ-Wächter jedoch wegen eines Unfalls abbrechen. Er ließ sich daraufhin zum Koch umschulen und wurde zum KZ Esterwegen kommandiert, wo er zunächst in der SS- und später in der Lagerküche arbeitete.
Im Herbst 1934 trat Rakers in die SS-Totenkopfverbände ein, als die SS die Emslandlager übernahm. Im August 1936 wurde Rakers nach der Auflösung des KZ Esterwegen in das KZ Sachsenhausen versetzt, wo er zunächst als Küchenchef arbeitete. Im Mai 1937 erfolgte seine Beförderung zum SS-Scharführer, 1939 zum SS-Oberscharführer und im Mai 1940 zum Hauptscharführer. Im Herbst 1942 wurde er wegen Unterschlagung und Lebensmittelschiebungen vom WVHA nach Auschwitz abkommandiert.
In Auschwitz fungierte Rakers kurzfristig als Führer des Kommandos Rohrleger (Firma Ruta AG) im Stammlager Auschwitz I. Anfang 1943 kam er nach Buna/Monowitz, wo er zum Kommandoführer über das gesamte Buna-Kommando ernannt wurde. Es ergingen Beschwerden gegen Rakers wegen dessen Grausamkeit und Brutalität, was zu seiner Ablösung und Beförderung zum Rapportführer im KZ Buna/Monowitz führte, wo er unter den Häftlingen dafür bekannt wurde, bei Fehlverhalten von Häftlingen dies nicht zu melden, sondern durch Erpressung der Häftlinge Naturalien für sein Schweigen zu fordern.
Erneute Verfehlungen Rakers führten dazu, dass er im Dezember 1944 in das oberschlesische Nebenlager Gleiwitz II (Deutsche Gas-Ruß-Werke GmbH) versetzt wurde, wo er die Funktion eines Lagerführers ausübte, bis es zur Auflösung der Haupt- und Nebenlager von Auschwitz Mitte Januar 1945 kam. In diesen Tagen kommandierte er zusammen mit dem SS-Hauptscharführer Otto Moll einen Häftlingstransport von Gleiwitz über Pregarten nach Sachsenhausen. Dort angekommen wurde er im Februar 1945 als Lagerführer zu den Weimar Gustloff-Werken versetzt, einem Außenkommando des KZ Buchenwald.
Bei Kriegsende geriet Rakers in amerikanische Kriegsgefangenschaft, wurde dann in ein französisches Kriegsgefangenenlager überstellt und war schließlich von April bis Juni 1948 im Internierungslager Fallingbostel. Im Dezember 1948 wurde er von der Spruchkammer Bielefeld wegen seiner SS-Zugehörigkeit zu 2½ Jahren Haft verurteilt, die jedoch wegen seiner Haft als Kriegsgefangener und im Internierungslager als verbüßt galt. Anschließend arbeitete Rakers als Bäcker in Lingen (Ems).
In Lingen wurde Rakers am 24. Juli 1950 verhaftet, da ein ehemaliger KZ-Häftling vermeinte, ihn aus dem KZ Neuengamme gekannt zu haben, wo er an der Erschießung einer meuternden deutschen U-Boot-Besatzung teilgenommen haben sollte. Das Amtsgericht Lingen/Ems erließ Haftbefehl, das Ermittlungsverfahren war bei der Staatsanwaltschaft beim Landgericht Osnabrück anhängig (Az. 4 Js 491/50). Die Kriminalpolizei Lingen ermittelte bald wegen Rakers’ Verbrechen in den KZs Esterwegen und Sachsenhausen. Im August des Jahres meldete sich jedoch Norbert Wollheim bei der Kripo, der diese über Rakers’ Tätigkeiten in Monowitz informierte und weitere Zeugen benannte.
Das Hauptverfahren gegen Rakers wurde schließlich am 20. August 1952 vor dem LG Osnabrück eröffnet, die Hauptverhandlung begann am 11. Dezember des Jahres. In 17 Verhandlungstagen wurden 49 Zeugen eidlich vernommen und 23 Zeugenvernehmungsprotokolle sowie zahlreiche Urkunden verlesen. Die Anklage gegen Rakers lautete auf Mord sowie schwere Körperverletzungen mit bleibenden Gesundheitsschäden bzw. Todesfolge in den KZs Esterwegen und Sachsenhausen, dem Werksgelände der I.G. Farben, im KZ Buna/Monowitz (Beteiligung an Selektionen zur Erfassung für die „Sonderbehandlungen“ in Birkenau zusammen mit Vinzenz Schöttl und SS-Ärzten) und während des Transports im Januar 1945. Am 10. Februar 1953 wurde Rakers wegen schwerer Körperverletzung im Amt, versuchten sowie vollendeten Mordes und Beihilfe zum Mord in fünf Fällen zu lebenslangem Zuchthaus, einer Gesamtstrafe von 15 Jahren Zuchthaus sowie einer lebenslangen Aberkennung der bürgerlichen Ehrenrechte verurteilt. Das Urteil wurde im November 1953 rechtskräftig.
Im Verlauf der Hauptverhandlung wurden zwei Tatvorwürfe abgetrennt, die in Folgeprozessen, ebenfalls vor dem LG Osnabrück, verhandelt wurden. Im zweiten Prozess gegen Rakers am 10. Juni 1958 musste sich dieser wegen der Tötung eines französischen Häftlings mit einer Eisenstange auf dem Weg zur Arbeit auf dem I.G.-Werksgelände verantworten. Das Verfahren (wegen vorsätzlicher Körperverletzung mit Todesfolge) wurde bereits am ersten Verhandlungstag eingestellt, da die Tat bereits im Mai 1950 verjährt war. Ende September 1959 begann der dritte Prozess gegen Rakers, der acht Verhandlungstage bis Oktober des Jahres dauerte. Darin wurde Rakers die Tötung von Häftlingen durch Genickschüsse beim Gefangenentransport 1945 zur Last gelegt, die er zusammen mit Moll begangen haben soll. Aus Mangel an Beweisen wurde Rakers in allen bis auf einen Fall freigesprochen: Rakers hatte einen Häftling erschossen, der über den Waggonrand seine Notdurft verrichtete. Dies wurde als Mord aus niedrigen Beweggründen und auf heimtückische Weise gewertet und führte am 9. Oktober des Jahres zur Verurteilung von Rakers zu sechs Jahren Zuchthaus, was aber letztlich nur zur Auflösung der vorherigen Gesamtstrafe und neuen Festlegung dieser auf abermals 15 Jahre führte.
Rakers verbüßte seine Haftstrafen vorwiegend in der Straf- und Sicherungsanstalt Celle. In seinen von dort erfolgten Gnadengesuchen stellte er sich als unschuldiges Justizopfer dar. Schließlich wurde er Mitte 1971 durch Gnadenerweis des niedersächsischen Ministerpräsidenten Alfred Kubel vom 2. März des Jahres entlassen und für fünf Jahre unter Bewährungsaufsicht gestellt. Rakers wurde wieder als Bäcker tätig und erhielt 1975 Straferlass.